# Trichophthalma glauerti
Trichophthalma glauerti är en tvåvingeart som beskrevs av Paramonov 1953. Trichophthalma glauerti ingår i släktet Trichophthalma och familjen Nemestrinidae. Inga underarter finns listade i Catalogue of Life.